# Tomorr
Tomorr er en bjergkæde i regionen Berat og Skrapar, i Albanien. Det når en højde på 2.416 meter over havets overflade ved Çuka e Partizanit, som er den højeste top i det centrale Albanien.  
Tomorrbjergene er et af Albaniens største vandvindingsområder.  Tomorr ligger i Tomorr Nationalpark, som er kendt for sine forskellige arter af løvfældende og nåletræer og en mangfoldig flora. Mange truede arter kan frit vandre og leve i dette område såsom bjørne (Ursus arctos), ulv (Canis lupus) og rovfugle.
Tomorr er et hellig bjerg for albanere, hvortil der hvert år er pilgrimsrejser i anden halvdel af august. Sammen med St. Anthony's katolske kirke i Laç er Tomorrbjerget det mest besøgte hellige sted i Albanien. Der er adgang til forskellige sportsgrene såsom vandreture, ridning på hest eller æsler, kano og skiløb i bjergområdet.

## Navn
Det albanske Tomor(r) stammer fra de illyriske Tómaros, fra Proto-Indo-europæiske * tómh x es-, "mørk", beslægtet med latinsk tenebrae "mørke", temere "blindt, tilfældigt", gamle irske temel "mørke", mellemirske teimen "mørkegrå", oldhøjtysk demar "mørke", dinstar "mørke", oldkirkeslavisk tǐma "mørke", tǐmǐnǔ "mørke".

## Kult og pilgrimssted
Tomorrbjerget er et helligt sted for både kristne, der bestiger den på Jomfru Marias Himmelfartsdag (15. august) for at ære Jomfru Maria og den shia-islamisk sufi-orden Bektashi, der ærer Abbas ibn Ali under en årlig pilgrimsrejse den 20. - 25. august.
Kulten omkring Tomorr kan findes i Rilindja- perioden af albansk litteratur, hvor forfattere som Konstantin Kristoforidhi, Naim bey Frashëri, Andon Zako Çajupi, Asdreni, Hilë Mosi og Ndre Mjeda viede deres prosaværker og poesi til fader Tomor.

## Sagn
I albansk folklore betragtes Tomorr som gudernes hjem. Morover, det er antropomorfiseret og betragtes som en guddom i sig selv, fremsstillet i den legendariske figur af Baba Tomor (Fader Tomor), en gammel kæmpe med et langt flydende hvidt skæg og fire kvindelige ørne, der svæver over ham og ligger på sine snedækkede skråninger. Ifølge den tyske folklorist Maximilian Lambertz stammer myten om Baba Tomor fra af en illyrisk gud.
|  |  |  |